# Castle in the Sky
Castle in the Sky este un film japonez de animație din 1986 scris și regizat de Hayao Miyazaki.

## Distribuție
| Personaj                                | Vers. japoneză      | Vers. engleză (Magnum/Tokuma/Streamline, 1989) | Vers. engleză (Disney, 1998/2003)    |
| --------------------------------------- | ------------------- | ---------------------------------------------- | ------------------------------------ |
| Pazu                                    | Mayumi Tanaka       | Barbara Goodson (Bertha Greene)                | James Van Der Beek                   |
| Sheeta (Prințesa Lucita Toel Ul Laputa) | Keiko Yokozawa      | Lara Cody (ca Louise Chambell)                 | Anna Paquin Debi Derryberry (tânără) |
| Captain Dola                            | Kotoe Hatsui        | Rachel Vanowen                                 | Cloris Leachman                      |
| Colonel Muska (Romuska Palo Ul Laputa)  | Minori Terada       | Jeff Winkless (ca Jack Witte)                  | Mark Hamill                          |
| General Mouro                           | Ichirō Nagai        | Mike Reynolds (ca Mark Richards)               | Jim Cummings                         |
| Uncle Pom                               | Fujio Tokita        | Edward Mannix (ca - Cyn Branch)                | Richard Dysart                       |
| Charles                                 | Takuzō Kamiyama     | Barry Stigler (ca Bob Stuart)                  | Michael McShane                      |
| Louis                                   | Yoshito Yasuhara    | Dave Mallow (ca - Colin Phillips)              | Mandy Patinkin                       |
| Henri                                   | Sukekiyo Kamiyama   | Eddie Frierson (ca Ernest Fessler)             | Andy Dick                            |
| Mr. Duffi (Boss)                        | Hiroshi Ito         | Clifton Wells (ca - Charles Wilson)            | John Hostetter                       |
| Okami                                   | Machiko Washio      | Lara Cody (ca Louise Chambell)                 | Tress MacNeille                      |
| Madge                                   | Tarako              | Barbara Goodson (ca Bertha Greene)             | Debi Derryberry                      |
| Motro                                   | Ryūji Saikachi      | Clifton Wells (ca - Charles Wilson)            | Eddie Frierson                       |
| Train Operator                          | Tomomichi Nishimura | Daniel Foster                                  | Matt K. Miller                       |